# Liste der Stolpersteine im Komitat Borsod-Abaúj-Zemplén

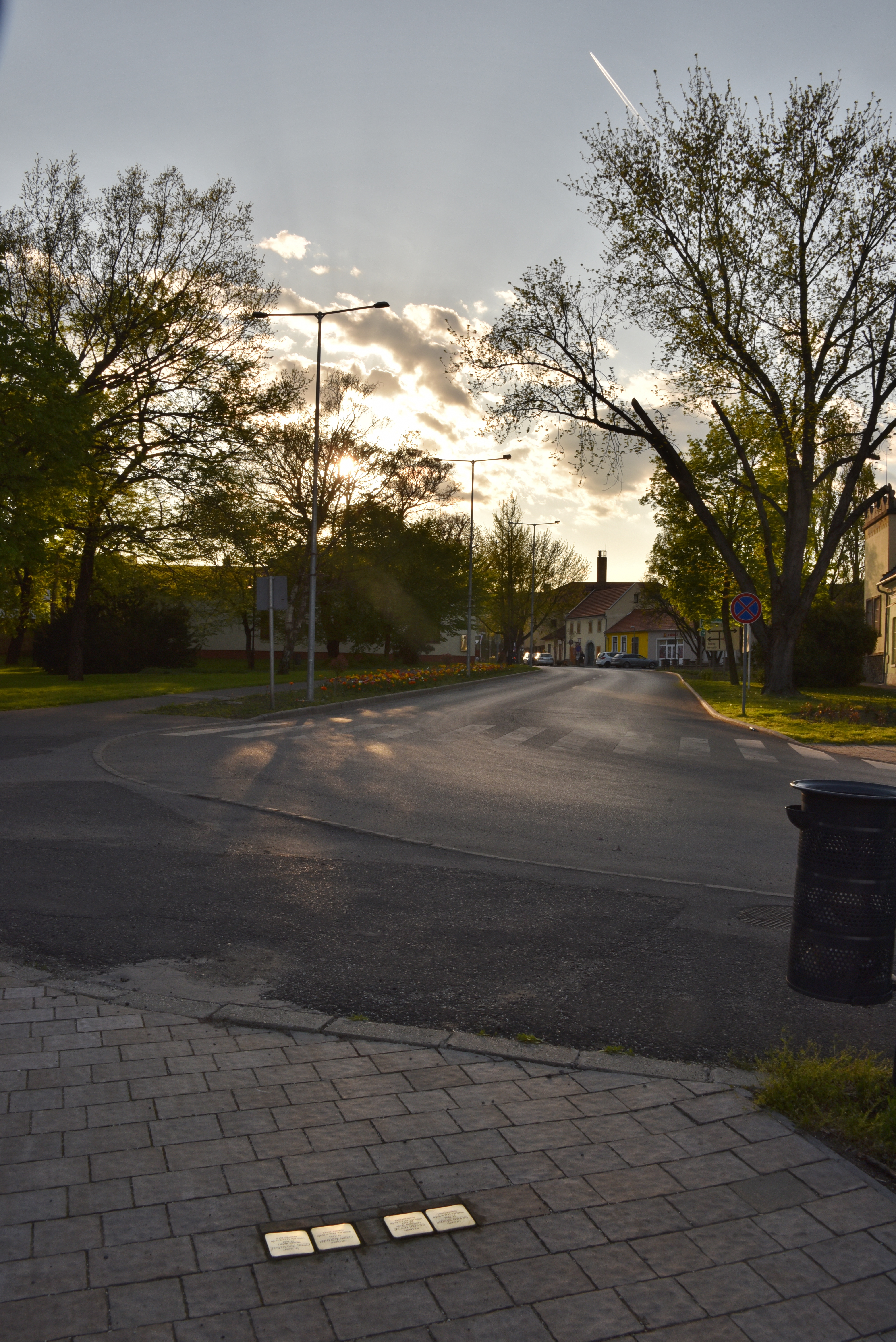
Stolpersteine in Sárospatak

Die Liste der Stolpersteine im Komitat Borsod-Abaúj-Zemplén enthält die Stolpersteine, die im Komitat Borsod-Abaúj-Zemplén im Nordosten Ungarns verlegt wurden. Stolpersteine erinnern an das Schicksal der Menschen, welche von den Nationalsozialisten ermordet, deportiert, vertrieben oder in den Suizid getrieben wurden. Die Stolpersteine wurden von Gunter Demnig verlegt und liegen im Regelfall vor dem letzten selbstgewählten Wohnsitz des Opfers. Stolpersteine heißen auf Ungarisch Botlatókő. Die ersten Verlegungen in diesem Komitat fanden am 9. August 2016 in Miskolc statt.
Die ungarische Namensschreibung setzt den Familiennamen stets an die erste Stelle. Zudem besteht die Tradition, dass die Frauen mit Vor- und Zuname ihres Ehemannes bezeichnet werden – mit der zusätzlichen Endung -né nach dem Vornamen. Die Frau von Bónis Adolf ist also Bónis Adolfné. Auf den Stolpersteinen ist zumeist der Geburtsname der Frau in der Zeile darunter eingraviert.

## Verlegte Stolpersteine

### Miskolc
In Miskolc wurden 24 Stolpersteine an vierzehn Adressen verlegt:
| Stolperstein | Übersetzung                                                                                                   | Verlegeort                       | Name, Leben                                 |
| ------------ | --- | -------------------------------- | ------------------------------------------- |
|              | HIER WOHNTE BARNABÁS CZEISLER JG. 1916 ZWANGSARBEIT STARB IM JANUAR 1943 AN DER OSTFRONT                      | Kazinczy Ferenc utca 15 ·        | Barnabás Czeisler                           |
|              | HIER WOHNTE ANDOR DEUTSCH JG. 1928 DEPORTIERT 1944 ERMORDET IN AUSCHWITZ                                      | Zsolcai kapu 32                  | Andor Deutsch                               |
|              | HIER WOHNTE GYÖRGY DEUTSCH JG. 1933 DEPORTIERT 1944 ERMORDET IN AUSCHWITZ                                     | Zsolcai kapu 32                  | György Deutsch                              |
|              | HIER WOHNTE DIE FRAU VON LÁSZLÓ ENGELHARD SAROLTA KUPFERSCHMID JG. 1905 DEPORTIERT 1944 ERMORDET IN AUSCHWITZ | Lenke utca 10                    | Sarolta Engelhard, geborene Kupferschmid    |
|              | HIER WOHNTE DEZSŐ FORGÁCS JG. 1871 DEPORTIERT 1944 ERMORDET IN AUSCHWITZ                                      | Széchenyi utca 3 ·               | Dezső Forgács                               |
|              | HIER WOHNTE JÁNOS GRÓSZ JG. 1919 ZWANGSARBEIT STARB AN DER OSTFRONT                                           | Szemere utca 8                   | János Grósz                                 |
|              | HIER WOHNTE ISTVÁN KAUFMANN JG. 1927 ZWANGSARBEIT ERMORDET IN LÉTRÁSTETŐ                                      | Horváth Lajos utca 26            | István Kaufmann                             |
|              | HIER WOHNTE JUDIT KAUFMANN JG. 1932 DEPORTIERT 1944 ERMORDET IN AUSCHWITZ                                     | Horváth Lajos utca 26            | Judit Kaufmann                              |
|              | HIER WOHNTE DIE FRAU VON MIKLÓS KAUFMANN BORBÁLA LUSZTIG JG. 1905 DEPORTIERT 1944 ERMORDET IN AUSCHWITZ       | Horváth Lajos utca 26            | Borbála Kaufmann, geborene Lusztig          |
|              | HIER WOHNTE JUDIT LITTMANN JG. 1941 DEPORTIERT 1944 ERMORDET IN AUSCHWITZ                                     | Bocskai utca 10                  | Judit Littmann                              |
|              | HIER WOHNTE MÁRIA LITTMANN JG. 1944 DEPORTIERT 1944 ERMORDET IN AUSCHWITZ                                     | Bocskai utca 10                  | Mária Littmann                              |
|              | HIER WOHNTE ÉLIÁS LŐWY JG. 1889 DEPORTIERT 1944 ERMORDET IN AUSCHWITZ                                         | Széchenyi utca 60 ·              | Éliás Lőwy                                  |
|              | HIER WOHNTE DIE FRAU VON ÉLIÁS LŐWY JG. 1890 DEPORTIERT 1944 ERMORDET IN AUSCHWITZ                            | Széchenyi utca 60 ·              | Frau von Éliás Lőwy                         |
|              | HIER WOHNTE DIE FRAU VON LAJOS LŐWY JG. 1918 DEPORTIERT 1944 ERMORDET IN AUSCHWITZ                            | Horváth Lajos utca 16            | Frau von Lajos Lőwy                         |
|              | HIER WOHNTE LÁSZLÓ LŐWY JG. 1920 ZWANGSARBEIT ERMORDET IN 1943 AN DER OSTFRONT                                | Horváth Lajos utca 16            | László Lőwy                                 |
|              | HIER WOHNTE PÉTER LŐWY JG. 1942 DEPORTIERT 1944 ERMORDET IN AUSCHWITZ                                         | Horváth Lajos utca 16            | Péter Lőwy                                  |
|              | HIER WOHNTE ZOLTÁN LŐWY JG. 1938 DEPORTIERT 1944 ERMORDET IN AUSCHWITZ                                        | Horváth Lajos utca 16            | Zoltán Lőwy                                 |
|              | HIER WOHNTE JENŐ PREUSZ JG. 1890 DEPORTIERT 1944 STARB 1945 IN FOLGE DER HAFT IM KONZENTRATIONSLAGER          | Csengey utca 15                  | Jenő Preusz                                 |
|              | HIER WOHNTE DIE FRAU VON JENŐ PREUSZ RÓZSA HOLLÄNDER JG. 1883 DEPORTIERT 1944 ERMORDET IN AUSCHWITZ           | Csengey utca 15                  | Rózsa Preusz, geborene Holländer            |
|              | HIER LEBTE DIE FRAU DES IMRE ROTH JOLÁN WITTLIN JG. 1904 DEPORTIERT 1944 ERMORDET IN AUSCHWITZ                | Szemere Bertalan utca 17 Miskolc | Jolán Roth, geborene Wittlin (1904–1944/45) |
|              | HIER WOHNTE DIE FRAU VON BERNÁT SCHWARTZ RÓZSI KRON SCHEINER JG. 1912 DEPORTIERT 1944 ERMORDET IN AUSCHWITZ   | Vörösmarty utca 23 ·             | Rózsi Schwartz, geborene Korn Scheiner      |
|              | HIER WOHNTE ZSUZSANNA SCHWARTZ JG. 1942 DEPORTIERT 1944 ERMORDET IN AUSCHWITZ                                 | Vörösmarty utca 23 ·             | Zsuzsanna Schwartz                          |
|              | HIER WOHNTE ADOLF SERBU JG. 1889 DEPORTIERT 1944 ERMORDET IN MAUTHAUSEN                                       | Csengey utca 1                   | Adolf Serbu                                 |
|              | HIER WOHNTE TIBOR STERN JG. 1927 DEPORTIERT BERGEN-BELSEN STARB IM APRIL 1945                                 | Széchenyi utca 56 ·              | Tibor Stern                                 |

### Sárospatak
In Sárospatak wurden an zwei Adressen insgesamt acht Stolpersteine verlegt.
| Stolperstein | Inschrift                                                                                   | Verlegeort                       | Name, Leben                                  |
| ------------ | ------------------------------------------------------------------------------------------- | -------------------------------- | -------------------------------------------- |
|              | HIER LEBTE SÁNDOR BAUMANN JG. 1904 ERMORDET 15.5.1944 AUSCHWITZ                             | Kossuth Lajos utca 67 Sárospatak | Sándor Bauman (1904–1944)                    |
|              | HIER LEBTE DIE FRAU DES MÓR BAUMANN TERÉZ LICHTMANN JG. 1869 ERMORDET 15.5.1944 AUSCHWITZ   | Kossuth Lajos utca 67 Sárospatak | Teréz Bauman, geborene Lichtmann (1869–1944) |
|              | HIER LEBTE ÁBRAHÁM CZORN JG. 1894 ERMORDET 15.5.1944 AUSCHWITZ                              | Kossuth Lajos utca 67 Sárospatak | Ábrahám Czorn (1894–1944)                    |
|              | HIER LEBTE DIE FRAU DES ÁBRAHÁM CZORN MARGIT BAUMAN JG. 1898 ERMORDET 15.5.1944 AUSCHWITZ   | Kossuth Lajos utca 67 Sárospatak | Margit Czorn, geborene Bauman (1898–1944)    |
|              | HIER LEBTE ADOLF SCHWARTZ JG. 1919 ZWANGSARBEIT GESTORBEN 1942 AN DER OSTFRONT              | Retel utca 6 Sárospatak          | Adolf Schwartz (1919–1942)                   |
|              | HIER LEBTE JÓZSEF SCHWARZ JG. 1870 ERMORDET 15.5.1944 AUSCHWITZ                             | Retel utca 6 Sárospatak          | József Schwarz (1870–1944)                   |
|              | HIER LEBTE DIE FRAU DES JÓZSEF SCHWARZ RÓZSI KORNFELD JG. 1874 ERMORDET 15.5.1944 AUSCHWITZ | Retel utca 6 Sárospatak          | Rózsi Schwarz, geborene Kornfeld (1874–1944) |
|              | HIER LEBTE SZERÉNA SCHWARZ JG. 1900 ERMORDET 15.5.1944 AUSCHWITZ                            | Retel utca 6 Sárospatak          | Szeréna Schwarz (1900–1944)                  |

### Sátoraljaújhely
In Sátoraljaújhely wurden an zwei Adressen insgesamt 17 Stolpersteine verlegt.
| Stolperstein | Inschrift                                                                                               | Verlegeort                              | Name, Leben                                               |
| ------------ | --- | --------------------------------------- | --------------------------------------------------------- |
|              | HIER LEBTE BRAHA FRIEDMAN EDIT WEISZ JG. 1921 DEPORTIERT 1944 NACH AUSCHWITZ BEFREIT                    | Móricz Zsigmond utca 16 Sátoraljaújhely | Braha Friedman, geborene Edit Weisz (1921–)               |
|              | HIER LEBTE HANNA FRIEDMAN HAJNAL WEISZ JG. 1918 AB 1944 VERSTECKT ÜBEFLEBT                              | Móricz Zsigmond utca 16 Sátoraljaújhely | Hanna Friedman, geborene Hajnal Weisz (1918–)             |
|              | HIER LEBTE BERTA HONIG JG. 1896 DEPORTIERT 1944 NACH AUSCHWITZ ERMORDET 1944                            | Posta köz 4 Sátoraljaújhely             | Berta Honig (1886–1944)                                   |
|              | HIER LEBTE BÉLA KISS JG. 1925 DEPORTIERT 1944 NACH AUSCHWITZ ERMORDET 1944                              | Posta köz 4 Sátoraljaújhely             | Béla Kiss (1925–1944)                                     |
|              | HIER LEBTE MIKLÓS KISS JG. 1885 DEPORTIERT 1944 NACH AUSCHWITZ ERMORDET 1944                            | Posta köz 4 Sátoraljaújhely             | Miklós Kiss (1885–1944)                                   |
|              | HIER LEBTE DIE FRAU DES MIKLÓS KISS ILONA NEUMANN JG. 1887 DEPORTIERT 1944 NACH AUSCHWITZ ERMORDET 1944 | Posta köz 4 Sátoraljaújhely             | Ilona Kiss, geborene Neumann (1887–1944)                  |
|              | HIER LEBTE BLIMA STURM ÁGNES WEISZ JG. 1924 DEPORTIERT 1944 NACH AUSCHWITZ BEFREIT                      | Móricz Zsigmond utca 16 Sátoraljaújhely | Blima Sturm, geborene Ágnes Weisz (1924–)                 |
|              | HIER LEBTE RAJZEL SZAMET RÓZSA WEISZ JG. 1920 DEPORTIERT 1944 NACH AUSCHWITZ BEFREIT                    | Móricz Zsigmond utca 16 Sátoraljaújhely | Rajzel Szamet, geborene Rózsa Weisz (1920–)               |
|              | HIER LEBTE SAINDEL SZAMET KLÁRA WEISZ JG. 1915 DEPORTIERT 1944 ERMORDET 1944 IN AUSCHWITZ               | Móricz Zsigmond utca 16 Sátoraljaújhely | Saindel Szamet, geborene Klára Weisz (1915–1944)          |
|              | HIER LEBTE SMUEL IMRE SZAMET JG. 1913 ZWANGSARBEIT AB 1940 BEFREIT                                      | Móricz Zsigmond utca 16 Sátoraljaújhely | Smuel Imre Szamet (1913–)                                 |
|              | HIER LEBTE VERA HANNA SZAMET JG. 1938 DEPORTIERT 1944 ERMORDET 1944 IN AUSCHWITZ                        | Móricz Zsigmond utca 16 Sátoraljaújhely | Vera Hanna Szamet (1938–1944)                             |
|              | HIER LEBTE CVI HERS WEISZ JG. 1882 DEPORTIERT 1944 ERMORDET 1944 IN AUSCHWITZ                           | Móricz Zsigmond utca 16 Sátoraljaújhely | Cvi Hers Weisz (1882–1944)                                |
|              | HIER LEBTE ESZTER RIVKA WEISZ REGINA HOFSTADTER JG. 1890 DEPORTIERT 1944 ERMORDET 1944 IN AUSCHWITZ     | Móricz Zsigmond utca 16 Sátoraljaújhely | Eszter Rivk Weisz, geborene Regina Hofstadter (1890–1944) |
|              | HIER LEBTE MOISE JEHUDA WEISZ JG. 1913 DEPORTIERT 1944 ERMORDET 1944 IN AUSCHWITZ                       | Móricz Zsigmond utca 16 Sátoraljaújhely | Moise Jehuda Weisz (1913–1944)                            |
|              | HIER LEBTE MORDEHÁJ JISZROEL WEISZ JG. 1911 ZWANGSARBEIT AB 1943 ÜBEFLEBT                               | Móricz Zsigmond utca 16 Sátoraljaújhely | Mordeháj Jiszroel Weisz (1911–)                           |
|              | HIER LEBTE NOSZON NOTA WEISZ JG. 1918 AB 1940 VERSTECKT ÜBEFLEBT                                        | Móricz Zsigmond utca 16 Sátoraljaújhely | Noszon Nota Weisz (1918–)                                 |
|              | HIER LEBTE SULEM WEISZ JG. 1922 DEPORTIERT 1944 NACH AUSCHWITZ BEFREIT                                  | Móricz Zsigmond utca 16 Sátoraljaújhely | Sulem Weisz (1922–)                                       |

## Verlegedaten
Die Stolpersteine in diesem Komitat wurden durch den Künstler Gunter Demnig persönlich an folgenden Tagen verlegt:
- 9. August 2016: Miskolc[1]
- 18. Juli 2022: Sárospatak, Sátoraljaújhely[2]